# Pseudobombax
Pseudobombax là một chi thực vật có hoa trong phân họ Bombacoideae của họ Malvaceae.

## Các loài
- Pseudobombax andicola A. Robyns, 1963
- Pseudobombax argentinum (R.E.Fr.) A.Robyns, 1963 – Soroche (Argentina, Bolivia, Brazil, Paraguay)
- Pseudobombax cajamarcanus Fern. Alonso, 2001
- Pseudobombax campestre (Mart. & Zucc.) A. Robyns, 1963
- Pseudobombax crassipes Ravenna, 2005
- Pseudobombax croizatii A. Robyns, 1963
- Pseudobombax ellipticoideum A. Robyns, 1963
- Pseudobombax ellipticum (Kunth) Dugand, 1943 – Shaving Brush Tree (Mexico, El Salvador, Guatemala, Honduras)
- Pseudobombax endecaphyllum (Vell.) A. Robyns, 1963
- Pseudobombax grandiflorum (Cav.) A.Robyns, 1963
- Pseudobombax guayasense A.Robyns, 1963 (Ecuador). Có thể là đồng nghĩa của Pseudobombax millei.[2]
- Pseudobombax heteromorphum (Kuntze) A. Robyns, 1963
- Pseudobombax longiflorum (Mart. & Zucc.) A.Robyns, 1963
- Pseudobombax majus (A. Robyns) Carv.-Sobr., 2017[2]
- Pseudobombax marginatum (A.St.-Hil.) A. Robyns, 1963
- Pseudobombax maximum A. Robyns, 1963
- Pseudobombax millei (Standl.) A.Robyns, 1963 – Beldaco (Ecuador)
- Pseudobombax munguba (Mart. & Zucc.) Dugand, 1952
- Pseudobombax palmeri (S. Watson) Dugand, 1943
- Pseudobombax riopretensis Ravenna, 2005
- Pseudobombax septenatum (Jacq.) Dugand, 1943[3]
- Pseudobombax simplicifolium A. Robyns, 1963
- Pseudobombax tomentosum (Mart. & Zucc.) A. Robyns, 1963